# Nether Alderley
Nether Alderley is een civil parish in het bestuurlijke gebied Cheshire East, in het Engelse graafschap Cheshire met 665 inwoners.